# Eunoumeana sulpitiata
Eunoumeana sulpitiata là một loài bướm đêm trong họ Geometridae.